# Островёнка
Островёнка — деревня в Толмачёвском городском поселении Лужского района Ленинградской области.

## История
Деревня Островно упоминается на карте Санкт-Петербургской губернии Ф. Ф. Шуберта 1834 года.

ОСТРОВЕНКА — деревня принадлежит гвардии поручику Скобельцыну, число жителей по ревизии: 7 м. п., 10 ж. п. (1838 год)

На карте профессора С. С. Куторги 1852 года на месте современной деревни отмечен скотный двор (Островно).

ОСТРОВЕНКА — мыза господина Скобельцына, по просёлочной дороге (1856 год)

ОСТРОВЕНКО — мыза владельческая при реке Луге, число дворов — 1, число жителей: 8 м. п., 13 ж. п. (1862 год)

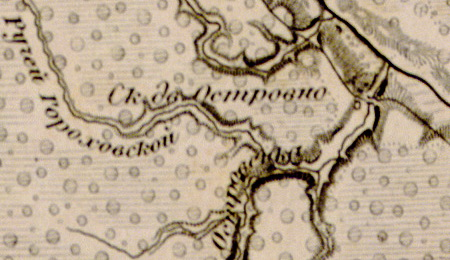
Деревня Островёнка на карте 1863 года

Согласно карте из «Исторического атласа Санкт-Петербургской Губернии» 1863 года на месте современной деревни располагался скотный двор Островно.
Согласно материалам по статистике народного хозяйства Лужского уезда 1891 года, усадьба Островёнка принадлежала дворянину Н. П. Скобельцыну, усадьба была приобретена до 1868 года.
В XIX — начале XX века деревня административно относилась к Красногорской волости 2-го земского участка 1-го стана Лужского уезда Санкт-Петербургской губернии.
По данным «Памятной книжки Санкт-Петербургской губернии» за 1905 год мыза Островенка господина Скобельцына сдавалась в аренду. На мызе жили дачники, арендатор вёл «культурное хозяйство» и имея ферму из ярославских коров ежедневно поставлял в Санкт-Петербург молоко.
С 1917 по 1927 год деревня Островенка находилась в составе Дарьинского сельсовета Красногорской, а затем Толмачёвской волости Лужского уезда.

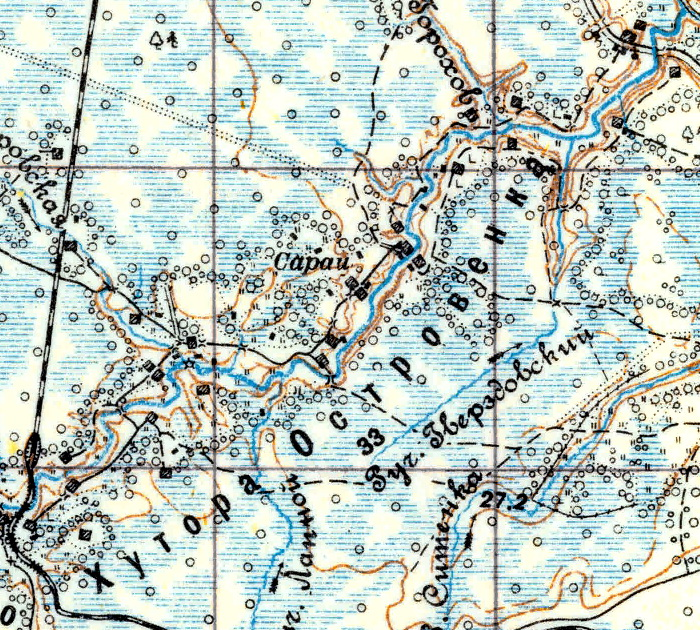
План деревни Островёнка. 1926 год

Согласно топографической карте 1926 года деревня представляла собой несколько хуторов под общим названием Островенка, состоящих в общей сложности из 33 крестьянских дворов.
В 1928 году население деревни составляло 176 человек.
С 1939 года — в составе Толмачёвского сельсовета.
Деревня была освобождена от немецко-фашистских оккупантов 12 февраля 1944 года.
В 1958 году население деревни составляло 45 человек.
По данным 1966, 1973 и 1990 годов деревня Островёнка также входила в состав Толмачёвского сельсовета.
В 1997 году в деревне Островёнка Толмачёвской волости проживали 26 человек, в 2002 году — 30 человек (русские — 97 %).
В 2007 году в деревне Островёнка Толмачёвского ГП проживали 27 человек.

## География
Деревня расположена в центральной части района на автодороге 41А-186 (Толмачёво — автодорога «Нарва»).
Расстояние до административного центра поселения — 11 км.
Расстояние до ближайшей железнодорожной станции Толмачёво — 7 км. Ближайший остановочный пункт пригородного железнодорожного сообщения — платформа Партизанская.
Деревня находится на левом берегу реки Луга, между устьями рек Каменка и Островенка.

## Демография
| 1838 | 1862 | 1928 | 1958 | 1997 | 2007 | 2010 |
| ---- | ---- | ---- | ---- | ---- | ---- | ---- |
| 17   | ↗21  | ↗176 | ↘45  | ↘26  | ↗27  | ↘16  |
| 2017 |      |      |      |      |      |      |
| ↗29  |      |      |      |      |      |      |

## Улицы
Горная, Луговая.

## Садоводства
Островёнка, УСЭЛЛО, Фольга.